# Foston (Yorkshire du Nord)
Pour les articles homonymes, voir Foston.
Foston est un petit village et une paroisse civile du Yorkshire du Nord, en Angleterre. Sa population comptait 280 habitants en 2021.

## Source
- (en) Cet article est partiellement ou en totalité issu de l’article de Wikipédia en anglais intitulé « Foston, North Yorkshire » (voir la liste des auteurs).

1. ↑  « Foston (Parish, United Kingdom) - Population Statistics, Charts, Map and Location », sur citypopulation.de (consulté le 16 février 2023)